# David Hermann Engel
David Hermann Engel (* 22. Januar 1816 in Neuruppin; † 3. Mai 1877 in Merseburg) war ein deutscher Organist und Komponist.

## Leben
Nach dem ersten Orgelunterricht bei Friedrich Wilke in Neu-Ruppin lernte Engel bei Friedrich Schneider in Dessau und Adolph Hesse in Breslau. 1841 ging er nach Berlin, wo er sich als Musik- und Gesanglehrer betätigte. Einige seiner Werke erschienen hier im Druck. Die Bekanntschaft mit Gustav Wilhelm Teschner veranlasste ihn zur Beschäftigung mit der älteren italienischen Kirchenmusik. Mit seinem 1844 erschienenen Choralbuch erwarb er sich hohe Anerkennung und erhielt infolge wiederholt Kompositionsaufträge für den Königlichen Domchor. 1848 wurde Engel zum Organisten am Merseburger Dom gewählt.
Engel gilt als „Entdecker“ und Förderer des Orgelbauers Friedrich Ladegast.

## Auszeichnung
- Vom preußischen König erhielt Engel die goldene Medaille für Kunst und Wissenschaft für die Herausgabe des Choralbuches zur gottesdienstlichen Feier für Kirche und Haus.[1]

## Werke (Auswahl)
- Choralbuch (mit Zwischenspielen) zur gottesdienstlichen Feier für Kirche und Haus op. 10, Berlin 1844
- Der 81. Psalm op. 11, Berlin 1847
- Der 61. Psalm op. 12, Eisleben 1852
- Zehn Orgelstücke op. 15, Erfurt 1855
- Winfried und die heilige Eiche bei Geismar op. 20
- Geistliche Melodien aus dem 17. Jahrhundert op. 24, Leipzig 1857
- Zionsharfe op. 26, Leipzig 1860
- Weihnachts-Hymne op. 37, Leipzig 1872